# Ben Marden
Reuben John „Ben“ Marden (* 10. Februar 1927 in Fulham; † 1. Februar 2000 in Chelmsford) war ein englischer Fußballspieler. Der Linksaußen spielte in den 1950er-Jahren für den FC Arsenal und den FC Watford aktiv. Er war Teil der Arsenal-Mannschaft, die 1953 die englische Meisterschaft gewann, kam jedoch nur selten über den Status eines Ergänzungsspielers hinaus.

## Sportlicher Werdegang
Marden war als Flügelspieler zumeist auf der linken Seite verortet und schloss sich im Februar 1950 vom Chelmsford City dem Erstligisten FC Arsenal an. Er war bei dem Verein gut fünf Jahre und kam in dieser Zeit neben zahlreichen Auftritten in der Reservemannschaft auf insgesamt 42 Ligaeinsätze, bei denen ihm elf Tore gelangen. Dabei hatte er gut ein Jahr nach seiner Ankunft anlässlich der Partie bei Manchester United (1:3) am 3. März 1951 in der ersten Mannschaft debütiert und danach noch zehn weitere Spiele in der ausgehenden Saison 1950/51 bestritten, zumeist als Ersatz für den verletzten Don Roper. Zum Ende belegte der amtierende englische Pokalsieger in der Liga den fünften Rang.
In der Mannschaft von Trainer Tom Whittaker kam Marden über die Rolle eines Ergänzungsspielers aber nicht mehr hinaus. Als Arsenal in der Saison 1952/53 die englische Meisterschaft gewann, absolvierte er acht Spiele, die für den Erhalt einer offiziellen Meistermedaille nicht ausreichten. Dennoch hatte er vier Tore zum Erfolg beigetragen und war an zwei bemerkenswerten Partien in diesem Jahr beteiligt, einem 5:1-Auswärtssieg am 15. November 1952 beim FC Liverpool und am letzten Spieltag im entscheidenden Duell gegen den FC Burnley (3:2). Zum Erfolg gegen Liverpool steuerte er zwei Treffer bei, die restlichen drei gingen auf das Konto von Cliff Holton. Gut zwei Jahre später verließ Marden den Verein in Richtung des FC Watford, der damals in der drittklassigen Third Division South spielte.
Marden verbrachte zwei Jahre in Watford bis zum Sommer 1957. Mit deutlich höheren Spielanteilen als bei seiner vorherigen Station absolvierte er 41 Ligabegegnungen (nur eine weniger als bei Arsenal in mehr als fünf Jahren). Dabei schoss er erneut genau elf Tore. Über seinen weiteren sportlichen Werdegang außerhalb des Profifußballs ist wenig bekannt. Neben einem Engagement für Bedford Town als Spieler wirkte er in Romford als Übungsleiter. Er verstarb Anfang Februar 2000 im Alter von 72 Jahren.